# Olympische Sommerspiele 1992/Rhythmische Sportgymnastik
Bei den XXV, Olympischen Sommerspielen 1992 in Barcelona wurde ein Wettbewerb in der Rhythmischen Sportgymnastik ausgetragen. Er fand vom 6. bis 8. August 1992 im Palau Municipal d’Esports de Barcelona statt.

## Bilanz

### Medaillenspiegel
| Platz  | Land           | Gold | Silber | Bronze | Gesamt |
| ------ | -------------- | ---- | ------ | ------ | ------ |
| 1      | Vereintes Team | 1    | –      | 1      | 2      |
| 2      | Spanien        | –    | 1      | –      | 1      |
| Gesamt | Gesamt         | 1    | 1      | 1      | 3      |

### Medaillengewinner
| Disziplin | Gold                         | Silber                 | Bronze                |
| --------- | ---------------------------- | ---------------------- | --------------------- |
| Einzel    | Oleksandra Tymoschenko (EUN) | Carolina Pascual (ESP) | Oksana Skaldina (EUN) |

## Ergebnisse

### Qualifikation
Da weder Ancuța Goia (16. Platz), Miho Yamada (18.) noch Chrystelle-Arlette Sahuc (19.) in einer Disziplin unter den besten 12 Athletinnen landeten, rückte Christiane Klumpp mit drei Top-12-Ergebnissen ins Finale nach.
| Rang | Athletin                  | Nation                        | Reifen | Ball  | Keulen | Band  | Gesamt | Anm. |
| ---- | ------------------------- | ----------------------------- | ------ | ----- | ------ | ----- | ------ | ---- |
| 1    | Oleksandra Tymoschenko    | Vereintes Team                | 9,800  | 9,725 | 9,650  | 9,800 | 38,975 | Q    |
| 2    | Oksana Skaldina           | Vereintes Team                | 9,600  | 9,725 | 9,725  | 9,475 | 38,525 | Q    |
| 3    | Carolina Pascual          | Spanien                       | 9,600  | 9,600 | 9,625  | 9,575 | 38,400 | Q    |
| 4    | Carmen Acedo              | Spanien                       | 9,425  | 9,475 | 9,600  | 9,450 | 37,950 | Q    |
| 5    | Irina Deleanu             | Rumänien                      | 9,575  | 9,400 | 9,400  | 9,450 | 37,825 | Q    |
| 5    | Marija Petrowa            | Bulgarien                     | 9,475  | 9,450 | 9,400  | 9,500 | 37,825 | Q    |
| 7    | Diana Popowa              | Bulgarien                     | 9,500  | 9,550 | 9,550  | 9,050 | 37,650 | Q    |
| 8    | Lenka Oulehlová           | Tschechoslowakei              | 9,450  | 9,350 | 9,300  | 9,375 | 37,475 | Q    |
| 9    | Joanna Bodak              | Polen                         | 9,400  | 9,325 | 9,325  | 9,400 | 37,450 | Q    |
| 10   | Maria Sansaridou          | Griechenland                  | 9,400  | 9,275 | 9,225  | 9,200 | 37,125 | Q    |
| 11   | Samantha Ferrari          | Italien                       | 9,225  | 9,300 | 9,300  | 9,100 | 36,925 | Q    |
| 12   | Areti Sinapidou           | Griechenland                  | 9,200  | 9,275 | 9,225  | 9,150 | 36,850 | Q    |
| 13   | Jana Šramková             | Tschechoslowakei              | 9,150  | 9,250 | 9,300  | 9,050 | 36,750 | Q    |
| 14   | Eliza Bialkowska          | Polen                         | 9,250  | 9,350 | 9,200  | 8,925 | 36,725 | Q    |
| 15   | Irene Germini             | Italien                       | 9,325  | 9,000 | 9,075  | 9,275 | 36,675 | Q    |
| 16   | Ancuța Goia               | Rumänien                      | 9,000  | 9,200 | 9,250  | 9,050 | 36,500 |      |
| 17   | Li Gyong-hui              | Nordkorea                     | 9,150  | 9,150 | 9,275  | 8,850 | 36,425 | Q    |
| 18   | Miho Yamada               | Japan                         | 9,100  | 9,250 | 9,000  | 9,050 | 36,400 |      |
| 19   | Chrystelle-Arlette Sahuc  | Frankreich                    | 9,150  | 9,050 | 9,075  | 9,100 | 36,375 |      |
| 20   | Christiane Klumpp         | Deutschland                   | 9,350  | 9,300 | 8,575  | 9,125 | 36,350 | Q    |
| 20   | Madonna Gimotea           | Korea, DVR                    | 9,325  | 9,250 | 9,225  | 8,550 | 36,350 |      |
| 22   | Debbie Southwick          | Großbritannien                | 9,200  | 8,850 | 9,075  | 9,025 | 36,150 |      |
| 23   | Jenifer Lovell            | Vereinigte Staaten            | 9,025  | 9,125 | 8,950  | 9,025 | 36,125 |      |
| 24   | Viktória Fráter           | Ungarn                        | 9,000  | 9,150 | 9,150  | 8,800 | 36,100 |      |
| 25   | Céline Degrange           | Frankreich                    | 9,000  | 8,975 | 9,050  | 8,925 | 35,950 |      |
| 25   | Hanna Laiho               | Finnland                      | 9,000  | 9,100 | 9,150  | 8,700 | 35,950 |      |
| 27   | Chong Gum                 | Nordkorea                     | 8,875  | 9,050 | 9,035  | 8,925 | 35,875 |      |
| 28   | Andrea Szalay             | Ungarn                        | 8,950  | 9,100 | 9,125  | 8,650 | 35,825 |      |
| 29   | Bai Mei                   | China                         | 8,525  | 9,150 | 9,125  | 8,975 | 35,775 |      |
| 29   | Susan Cushman             | Kanada                        | 8,850  | 9,150 | 8,900  | 8,875 | 35,775 |      |
| 29   | Viva Seifert              | Großbritannien                | 8,950  | 9,150 | 9,025  | 8,650 | 35,775 |      |
| 32   | Majda Milak               | Unabhängige Olympiateilnehmer | 9,000  | 9,100 | 8,975  | 8,600 | 35,675 |      |
| 33   | Kristina Radonjić         | Unabhängige Olympiateilnehmer | 8,700  | 9,000 | 9,100  | 8,800 | 35,600 |      |
| 34   | Yun Byeong-hui            | Südkorea                      | 9,225  | 9,075 | 8,450  | 8,750 | 35,500 |      |
| 35   | Kim Yoo-kyung             | Südkorea                      | 8,875  | 8,875 | 8,775  | 8,850 | 37,375 |      |
| 36   | Guo Shasha                | China                         | 8,900  | 9,300 | 8,625  | 8,300 | 35,125 |      |
| 37   | Yukari Kawamoto           | Japan                         | 8,700  | 9,075 | 8,875  | 8,400 | 35,050 |      |
| 38   | Anna Kimonos              | Zypern                        | 8,800  | 8,650 | 8,875  | 8,700 | 35,025 |      |
| 39   | Cindy Stollenberg         | Belgien                       | 8,875  | 8,925 | 8,600  | 8,550 | 34,950 |      |
| 40   | Tamara Levinson           | Vereinigte Staaten            | 9,025  | 9,000 | 8,200  | 8,250 | 34,475 |      |
| 41   | Marta Cristina Schonhurst | Brasilien                     | 8,600  | 8,450 | 8,650  | 8,750 | 34,450 |      |
| 42   | Elena Khatzisavva         | Zypern                        | 8,450  | 8,350 | 8,400  | 8,575 | 33,775 |      |
|      | Clara Piçarra             | Portugal                      | DNS    | DNS   | DNS    | DNS   | DNS    |      |

### Finale
Im Finale wurde die Hälfte der Punktzahl aus der Qualifikation mit der erzielten Punktzahl im Finale addiert.
| Rang | Athletin               | Nation           | Band  | Reifen | Ball  | Keulen | Hälfte Qualifikation | Gesamt |
| ---- | ---------------------- | ---------------- | ----- | ------ | ----- | ------ | -------------------- | ------ |
|      | Oleksandra Tymoschenko | Vereintes Team   | 9,950 | 9,950  | 9,700 | 9,950  | 19,487               | 59,037 |
|      | Carolina Pascual       | Spanien          | 9,650 | 9,700  | 9,775 | 9,775  | 19,200               | 58,100 |
|      | Oksana Skaldina        | Vereintes Team   | 9,525 | 9,725  | 9,650 | 9,750  | 19,262               | 57,912 |
| 4    | Carmen Acedo           | Spanien          | 9,550 | 9,600  | 9,550 | 9,550  | 18,975               | 57,225 |
| 5    | Marija Petrowa         | Bulgarien        | 9,575 | 9,500  | 9,525 | 9,575  | 18,912               | 57,087 |
| 6    | Irina Deleanu          | Rumänien         | 9,600 | 9,100  | 9,450 | 9,550  | 18,912               | 56,612 |
| 7    | Joanna Bodak           | Polen            | 9,300 | 9,450  | 9,450 | 9,550  | 18,725               | 56,475 |
| 8    | Lenka Oulehlová        | Tschechoslowakei | 9,450 | 9,325  | 9,450 | 9,175  | 18,737               | 56,137 |
| 9    | Diana Popowa           | Bulgarien        | 9,400 | 9,550  | 9,550 | –      | 18,825               | 47,325 |
| 10   | Christiane Klumpp      | Deutschland      | 9,250 | 9,300  | –     | 9,250  | 18,175               | 45,975 |
| 11   | Maria Sansaridou       | Griechenland     | 9,325 | –      | –     | 9,150  | 18,562               | 37,037 |
| 12   | Samantha Ferrari       | Italien          | –     | 9,200  | 9,325 | –      | 18,525               | 36,987 |
| 13   | Irene Germini          | Italien          | 9,300 | –      | –     | 9,300  | 18,600               | 36,937 |
| 14   | Areti Sinapidou        | Griechenland     | –     | –      | –     | 9,400  | 18,425               | 27,825 |
| 15   | Eliza Bialkowska       | Polen            | –     | 9,400  | –     | –      | 18,362               | 27,762 |
| 16   | Jana Šramková          | Tschechoslowakei | –     | –      | 9,275 | –      | 18,375               | 27,650 |
| 17   | Li Gyong-hui           | Nordkorea        | –     | –      | 9,300 | –      | 18,212               | 27,512 |